# Официальная оппозиция (Монреаль)
Официальная оппозиция Монреаля — партия или группа партий, составляющих оппозицию официальным властям города и мэру в частности.

## История
Появление партийной оппозиции вслед за появлением муниципальных политических партий не заставило себя ждать. Поначалу это
понятие было довольно условным и включало в себя всех, кто был не у власти. В начале 1970-х в Монреале появилась Официальная оппозиция. С 1974 года по сей день официально статус оппозиционной партии получало 8 партий:
- Взгляд Монреаля (Vision Montreal)[2] — 2001—2009, 2009- по настоящее время;
- Объединённый Монреаль (Union Montreal)[1] — 2001;
- Монреальское гражданское движение (Montreal Citizens' Movement) — 1974—1978, 1982—1986, 1994—1998, 1998—2001;
- Новый Монреаль — 1998[3];
- Гражданская партия (Civic Party of Montreal) — 1986—1989; 1992—1994;
- Демократическая Коалиция — 1991—1992;
- Муниципальная партия — 1989—1991;
- Группа Муниципального Содействия — 1978—1982.

## Лидер официальной оппозиции
Через четыре года после узаконивания роли официальной оппозиции, для более конструктивного диалога с властями города, в 1978 на партийной основе был избран лидер официальной оппозиции. Должность прижилась и была закреплена законодательно.

### Список лидеров официальной оппозиции
Партии
 Объединённый Монреаль
 Взгляд Монреаля
 Монральское Гражданское Движение
 Гражданская партия 

 Группа Муниципального Содействия
 Муниципальная партия
 Демократическая коалиция
 Новый Монреаль
| Имя                               | В должности |
| --------------------------------- | ----------- |
| Мишель Фансте Michael Fainstat    | 1974 — 1978 |
| Ник Ауф дер Мор Nick Auf der Maur | 1978 — 1982 |
| Мишель Фансте Michael Fainstat    | 1982 — 1984 |
| Жан Дорэ Jean Doré                | 1984 — 1986 |
| Жермеэ Прежент Germain Prégent    | 1986 — 1988 |
| Ник Ауф дер Мор Nick Auf der Maur | 1988 — 1989 |
| Ник Ауф дер Мор Nick Auf der Maur | 1989 — 1990 |
| Алан Андрэ Alain André            | 1989 — 1990 |
| Сэм Боски Sam Boskey              | 1991 — 1992 |
| Ник Ауф дер Мор Nick Auf der Maur | 1992 — 1994 |
| Андрэ Лавале André Lavallée       | 1994 — 1997 |

| Имя                             | В должности |
| ------------------------------- | ----------- |
| Терез Давю Thérèse Daviau       | 1997 — 1998 |
| Джек Шардижан Jack Chadirdjian  | 1998        |
| Мишель Прескотт Michel Prescott | 1998 — 2001 |
| Мишель Прескотт Michel Prescott | 2001        |
| Пьер Бурк Pierre Bourque        | 2001 — 2003 |
| Мартен Лемэ Pierre Bourque      | 2003        |
| Пьер Бурк Pierre Bourque        | 2003 — 2006 |
| Ношье Эльён Noushig Eloyan      | 2006 — 2008 |
| Бенуат Лябонте Benoît Labonté   | 2008 — 2009 |
| N/A                             | 2001 — 2003 |
| Луиза Арель Louise Harel        | 2009 — ???  |

## Будущие мэры
Бывали случаи, когда лидеры официальной оппозиции становились мэрами Монреаля. 
| Имя                      | Годы во главе оппозиции            | Годы правления в качестве мэра |
| ------------------------ | ---------------------------------- | ------------------------------ |
| Жан Дорэ Jean Doré       | 1984—1986                          | 1986—1994                      |
| Пьер Бурк Pierre Bourque | 2001—2003, (с перерывом) 2003—2006 | 1994—2001                      |

Следует отметить, что Жан Дорэ стал мэром после двух лет оппозиционной деятельности, в то время, как Пьер Бурк ушёл в оппозицию уже после пребывания на высоком посту.